# (10721) Tuterov
(10721) Tuterov est un astéroïde de la ceinture principale.

## Description
(10721) Tuterov est un astéroïde de la ceinture principale. Il fut découvert le 17 août 1986 à Naoutchnyï par Lioudmila Karatchkina. Il présente une orbite caractérisée par un demi-grand axe de 2,27 UA, une excentricité de 0,18 et une inclinaison de 6,7° par rapport à l'écliptique.

## Compléments